# 絶景の楽園
『絶景の楽園』（ぜっけいのらくえん）は、2005年1月12日から同年1月26日までTBS系列局で放送されていた毎日放送テレビ（MBSテレビ）製作の紀行番組である。全3回。放送時間は毎週水曜 18:55 - 19:54 （日本標準時）。
出演者たちが世界の絶景を紹介していた番組。前番組『クイズ!家族でGO!!』の早期打ち切りを受けて急遽制作された。

## 出演者
- 宮本亜門
- 酒井美紀
- 星野知子
- 勝村政信

## 放送内容
- チベットのナムツォ湖
- 南フランスでピカソらが宿泊したホテル
- イグアスの滝
- ポルトガルの巨岩の村
- イタリアのおとぎの村
- 世界最大のザリガニ
- ほか